# Čejreci
Čejreci (cyr. Чејреци) – wieś w Bośni i Hercegowinie, w Republice Serbskiej, w mieście Prijedor. W 2013 roku liczyła 383 mieszkańców.